# Mahurea
Mahurea es un género monotípico de plantas perteneciente a la familia Calophyllaceae. Su única especie Mahurea exstipulata se encuentran en Colombia, Venezuela, Guayana, Guayana Francesa, Perú y  norte de Brasil.

## Descripción
Las especies son arbustos o árboles de tamaño mediano con hojas perennifolias y  con madera de color rojizo. Llevan panículas terminales  de flores rosadas o púrpura . 

## Taxonomía
Mahurea exstipulata fue descrita por George Bentham y publicado en London Journal of Botany 2: 365. 1843.
Variedades
- Mahurea exstipulata subsp. duckei (Huber) Kubitzki

Sinonimia
- Mahurea casiquiarensis Benth.
- Mahurea linguiformis Tul.
- Mahurea sororopantepuiana Steyerm.[2]

subsp. duckei (Huber) Kubitzki
- Mahurea duckei Huber
- Mahurea tomentosa Ducke